# Ніцинське сільське поселення
Ніци́нське сільське поселення (рос. Ницинское сельское поселение) — сільське поселення у складі Слободо-Туринського району Свердловської області Росії.
Адміністративний центр — село Ніцинське.
Населення сільського поселення становить 1187 осіб (2019; 1463 у 2010, 1712 у 2002).
Станом на 2002 рік існувало 2 сільських ради: Бобровська сільська рада (село Бобровське) та Ніцинська сільська рада (село Ніцинське, присілок Юрти, селище Звєзда).

## Склад
До складу сільського поселення входять:
| Населений пункт  | Населення, осіб (2002) | Населення, осіб (2010) |
| ---------------- | ---------------------- | ---------------------- |
| Бобровське, село | 305                    | 270                    |
| Звєзда, селище   | 265                    | 218                    |
| Ніцинське, село  | 956                    | 794                    |
| Юрти, присілок   | 186                    | 181                    |